# Géographie de la Lorraine
La Lorraine est la seule région française à partager ses frontières avec trois autres pays : la Belgique (Région wallonne), le Luxembourg et l'Allemagne (länder de la Sarre et de Rhénanie-Palatinat). Elle est également voisine de trois régions françaises : Champagne-Ardenne, Franche-Comté et Alsace, étant naturellement séparée de cette dernière par le massif des Vosges.
Cette situation est un atout stratégique pour cette région située de ce fait à proximité du centre de la banane bleue, cette conurbation qui traverse l'Europe du Lancashire (Angleterre) à la Toscane (Italie), en passant par le couloir rhénan.

## Relief
Le point le plus bas se situe au niveau de la commune meusienne de Remennecourt où la Saulx se situe à 124 mètres d'altitude.
Le relief, de  pente moyenne ascendante vers l'est, est formé d'une alternance de vallées et plateaux séparés par des cuestas (reliefs de côtes)  de direction sud-nord. Partant de l'ouest, on distingue successivement : l'Argonne, les côtes de Bar, les côtes de Meuse et enfin les côtes de Moselle qui dépassent les 450 mètres d'altitude. Entre côtes de Meuse et côtes de Moselle s'étend la fertile plaine de la Woëvre large de 25 à 30 kilomètres. La Meuse et la Moselle coulent vers le nord dans une plaine argileuse.
Au nord-est de la région, le Plateau lorrain présente un aspect uniforme, avec les vallées de la Seille, de la Nied et de la Sarre.
Au sud la topographie s'élève de la Vôge vers les Vosges, vieux massif de l'ère tertiaire culminant en Alsace au Grand Ballon (1 424 mètres). Le point le plus élevé de Lorraine se situe au Hohneck, à 1 363 mètres d'altitude. Les Vosges gréseuses du nord, sont plus basses que les Vosges cristallines au sud.

## Sous-sol

Alluvions récentes
Alluvions anciennes
Crétacé
Jurassique supérieur
Jurassique moyen
Jurassique inférieur
Trias supérieur
Trias moyen
Trias inférieur
Granites hercyniens
Paléozoïque et antérieur

Il est formé de roches sédimentaires (calcaire, grès et marnes) sauf dans le massif des Vosges (granite). Géologiquement, la Lorraine forme la limite orientale du Bassin parisien.
Le sous-sol de la région a fourni au cours de l'histoire de nombreuses ressources naturelles, certaines étant toujours exploitées au début du XXIe siècle. On peut notamment citer : le sel gemme ; les métaux comme l'argent, le plomb et le cuivre, qui ont été exploités jusqu'au XVIIIe siècle ; le gypse ; la houille, du lignite et les minerais de fer, appelés la minette lorraine.
En septembre 2011, et à la suite d'un audit réalisé par le cabinet américain Netherland, Sewell & Associates (NSAI), la compagnie pétrolière australienne Elixir Petroleum affirme via un communiqué que le sous-sol de la Lorraine contiendrait d'énormes réserves d'hydrocarbures, surtout du pétrole et du gaz de schiste, dits non conventionnels. Un potentiel de 2,1 milliards de barils de pétrole et 2 200 milliards de pieds-cubes de gaz conventionnels a aussi été dévoilé. Cette possible découverte a été précédée d'anciens forages révélés infructueux, ce qui explique que les experts ont accueilli cette nouvelle avec un grand scepticisme.

## Climat
Le climat lorrain est océanique dégradé à influence continentale. Les saisons sont contrastées et bien marquées mais en fonction des vents dominants peuvent se succéder du jour au lendemain des périodes de précipitations (influence océanique) ou de forte amplitude thermique (influence continentale).
Le massif des Vosges est beaucoup plus humide (1 780 mm/an à Gérardmer), ce qui provoque un fort enneigement en hiver.
La Lorraine est réputée pour la rigueur de son climat et pour ses brouillards assez fréquents. Pourtant cette mauvaise réputation est fortement exagérée, elle est probablement due à l'hiver 1939-1940 qui fut exceptionnel, alors qu'un grand nombre de soldats français étaient en garnison sur les fortifications de la ligne Maginot. Il permet pourtant la culture de la vigne (vins des côtes-de-toul) et des arbres fruitiers : la mirabelle est une spécialité régionale. À noter que cette dernière pourrait être en régression dans la région en raison du changement climatique.
Pour la ville de Nancy, la température moyenne au mois de janvier est de 1,8 °C, contre 12,5 °C à Nice et 6,3 °C à Brest. La température moyenne de juillet atteint 18,3 °C (Nice 26,6 °C, Brest 16,2 °C). Les précipitations sont dans la moyenne nationale : 740 mm/an sur 163 jours (Nice : 767 mm  sur 88 jours, Brest : 1 178 mm sur 211 jours).
Météo-France utilise les relevés des stations de Nancy-Essey et de Metz-Frescaty pour ses prévisions locales.
| Ville             | Ensoleillement | Pluie     | Neige   | Orage   | Brouillard |
| ----------------- | -------------- | --------- | ------- | ------- | ---------- |
| Paris             | 1 797 h/an     | 642 mm/an | 15 j/an | 19 j/an | 13 j/an    |
| Nice              | 2 694 h/an     | 767 mm/an | 1 j/an  | 31 j/an | 1 j/an     |
| Strasbourg        | 1 637 h/an     | 610 mm/an | 30 j/an | 29 j/an | 65 j/an    |
| Nancy             | 1 652 h/an     | 759 mm/an | 31 j/an | 26 j/an | 54 j/an    |
| Moyenne nationale | 1 973 h/an     | 770 mm/an | 14 j/an | 22 j/an | 40 j/an    |

Moyenne des relevés à Nancy-Essey 1971-2000 :
| Mois                                       | Janv | Fév  | Mars | Avr  | Mai  | Juin | Juil | Août | Sept | Oct  | Nov | Déc | Année |
| ------------------------------------------ | ---- | ---- | ---- | ---- | ---- | ---- | ---- | ---- | ---- | ---- | --- | --- | ----- |
| Températures minimales moyennes (°C)       | -0,9 | -0,8 | 1,8  | 3,6  | 7,8  | 11,1 | 13,0 | 12,7 | 9,7  | 6,1  | 2,2 | 0,4 | 5,6   |
| Températures moyennes (°C)                 | 1,8  | 2,8  | 6,2  | 8,8  | 13,2 | 16,4 | 18,7 | 18,5 | 14,9 | 10,3 | 5,2 | 3,0 | 10,0  |
| Températures maximales moyennes (°C)       | 4,4  | 6,3  | 10,5 | 14,0 | 18,6 | 21,6 | 24,3 | 24,2 | 20,1 | 14,5 | 8,2 | 5,5 | 14,3  |
| Moyennes mensuelles de précipitations (mm) | 61   | 56   | 55   | 48   | 70   | 75   | 64   | 58   | 63   | 67   | 68  | 78  | 763   |

Le tableau ci-dessous indique les records de températures minimales et maximales :
| Mois                                | J     | F     | M     | A    | M    | J    | J    | A    | S    | O    | N     | D     |
| ----------------------------------- | ----- | ----- | ----- | ---- | ---- | ---- | ---- | ---- | ---- | ---- | ----- | ----- |
| Températures maximales records (°C) | 16,8  | 20,0  | 24,3  | 29,3 | 35,6 | 36,1 | 38,8 | 39,3 | 33,7 | 30,4 | 21,4  | 18,5  |
| Années des températures maximales   | 1999  | 1960  | 1989  | 1949 | 1922 | 2002 | 1921 | 2003 | 1947 | 1921 | 1927  | 1989  |
| Températures minimales records (°C) | -22,6 | -26,8 | -15,9 | -6,9 | -4,2 | 1,6  | 2,0  | 2,8  | -1,3 | -7,9 | -14,7 | -23,3 |
| Années des températures minimales   | 1968  | 1956  | 1965  | 1922 | 1960 | 1953 | 1960 | 1966 | 1948 | 1950 | 1998  | 1939  |
| Source: Météo France                |       |       |       |      |      |      |      |      |      |      |       |       |

## Hydrologie
Cours d'eau
Deux grands cours d'eau, la Meuse et la Moselle, et leurs principaux affluents (Meurthe, Seille, Sarre…) drainent la quasi-totalité du bassin versant de la région. Cependant, la Saône, tributaire du Rhône, prend sa source dans le sud des Vosges à Vioménil. À l'est, la Zorn est un sous-affluent du Rhin. Dans la région de Bar-le-Duc et le Barrois, l'Ornain et la Saulx sont tributaires de la Seine via la Marne. Enfin, dans l'Argonne, l'Aisne et l'Aire sont aussi tributaires de la Seine via l'Oise.
La Lorraine forme donc la limite occidentale du bassin versant du Rhin. Il existe de nombreux canaux pour permettre la navigation fluviale. L'un des plus importants est le canal de la Marne au Rhin, qui dispose d'un ouvrage particulièrement remarquable, le plan incliné de Saint-Louis-Arzviller, une écluse mobile se déplaçant sur une pente grâce à un système de contrepoids et qui a remplacé 17 écluses classiques.
Au total, la région compte 700 km de voies navigables et quatre grands ports fluviaux commerciaux : Le nouveau port de Metz (premier port céréalier de France et le septième port fluvial français), le port de Nancy-Frouard, le port de Metz-Mazerolle et le port d'Illange (à proximité de Thionville). La région présente également de nombreux ports de plaisance.
Plans d'eau
La Lorraine comporte de nombreux plans d'eau, presque tous artificiels hormis quelques lacs vosgiens. Ils ont été créés pour la pisciculture par des moines au Moyen Âge, ou sont les conséquences d'exploitations de carrières. La grande majorité de ces plans d'eau sont situés dans la plaine de Woëvre (département de la Meuse), dans la vallée des lacs (département des Vosges) et dans le pays des étangs (sud-est de la Moselle). Ils font partie des zones humides les plus riches du territoire français. Ainsi l'étang de Lindre accueille environ 230 des 500 espèces européennes d'oiseaux.
Les plus importants sont le lac de Gérardmer (115 ha), le lac de Madine (1 100 ha), l'étang de Gondrexange (700 ha), les lacs de Pierre-Percée (280 ha), l'étang du Stock (720 ha), l'étang de Lindre (620 ha).
Eaux minérales
La région est également riche en eaux minérales dont de nombreuses sources font l'objet d'une exploitation commerciale. C'est ainsi le cas des sources de Vittel (Grande source et Hépar) ou de Contrexéville.
Sources thermales
- L'établissement thermal de Contrexéville, permet d'effectuer cures et soins depuis une étude de la source effectuée par le docteur Pierre Thouvenel en 1773[6].

- les eaux de Bains-les-Bains sont issues de 11 sources différentes. Ces eaux jaillissent à une température comprise entre 25 °C et 51 °C. Elles ont été Déclarées d'utilité publique en 1864.

- La ville de Plombières-les-Bains est réputée depuis l'époque gallo-romaine pour les vertus curatives de sa source.

- Depuis 1986, une nouvelle source naturelle a été mise en valeur à proximité de la ville d'Amnéville. Puisée à 900 m de profondeur, elle jaillit à près de 41 °C.

## Végétation

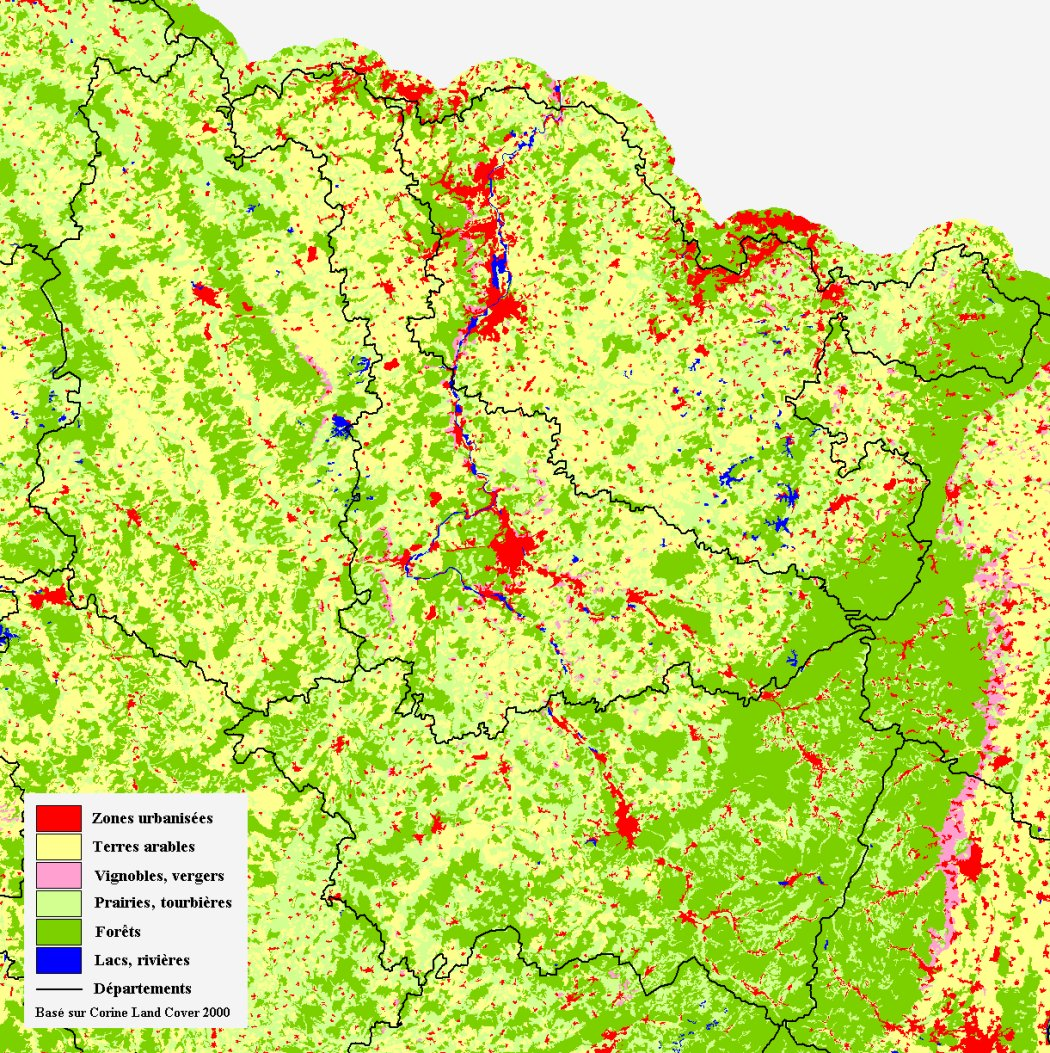
Occupation des sols.

Le défrichage ayant été limité au XIXe siècle pour des raisons militaires, la forêt recouvre 34 % de la région et place ainsi la Lorraine dans les régions les plus boisées de France.
Du fait de l'exploitation minière et de l'industrialisation qui l'a accompagnée, l'exode rural a été plus précoce en Lorraine que dans le reste de la France[réf. nécessaire]. On peut globalement distinguer six grandes zones agricoles :
- les hautes Vosges : agriculture de type pastorale liée à la fabrication du munster et du géromé et au tourisme vert (nombreuses fermes auberges).
- les Vosges gréseuses : sylviculture
- le  plateau lorrain oriental : région très rurale, on y trouve de nombreux villages-rues typiquement lorrains. Les exploitations dépassent généralement 100 ha. On y pratique l'élevage (laitier pour les fermes les plus petites) et la céréaliculture.
- le plateau lorrain occidental : situé entre la Moselle et l'Argonne (la Meuse), il est essentiellement une terre de labours. La population est très peu dense, cette zone fait partie du « désert français ».
- la côte de Moselle : fort déclin agricole dans cette région au sol fertile et aux conditions climatiques très favorable.
- les côtes de Meuse : développement de la viticulture et de l'arboriculture.

## Démographie de la Lorraine
Au 1er janvier 2006, le nombre d'habitants de la région de Lorraine est estimé à 2 339 000 habitants, soit 3,8 % de la population de la France métropolitaine. Le rythme de croissance démographique de la région est un des plus faibles du pays (+ 0,17 % par an depuis 1999). Il est avant tout dû au solde naturel (+ 0,27 % par an), le solde migratoire étant négatif (-0,10 % annuellement).